# Air Laos
Air Laos, vollständiger Name Air Laos Transports Aeriens, war eine laotische Fluggesellschaft mit Basis auf dem Flughafen Vientiane, die von 1952 bis 1961 aktiv war.

## Geschichte
Air Laos wurde im Oktober 1952 gegründet. Teilhaber waren die laotische Regierung (50 %), Air France (30 %) und Aigle Azur (20 %).
Der Flugbetrieb wurde zunächst mit zwei von Aigle Azur ausgeliehenen Douglas DC-3 aufgenommen. Im Laufe der Jahre betrieb Air Laos insgesamt 7 Douglas DC-3, von denen 3 als Totalschäden verloren gingen.
Schon ab 1952 wurden auch mindestens zwei Curtiss C-46 Commando eingesetzt.
Von der im zivilen Luftverkehr seltenen Sud-Ouest S.O.30P Bretagne nutzte Air Laos zwei Stück. Zeitweise wurde eine von Aigle Azur ausgeliehene Boeing 307 betrieben.
Ab 1954 wurden zwei Bristol 170 mit den Luftfahrzeugkennzeichen F-OAOT und F-OAOU ebenfalls von der Aigle Azur Extrême Orient ausgeliehen.
Im Mai 1961 wurde der Flugbetrieb eingestellt, nachdem der Gesellschaft ihr Luftverkehrsbetreiberzeugnis entzogen worden war. Der Betrieb wurde unter dem Namen der neu gegründeten Royal Air Lao wieder aufgenommen.

## Flugziele
Schon im Jahr 1953 hatte Air Laos ihr Streckennetz bis nach Hongkong und anderen indochinesischen Hauptstädten ausgedehnt. Der Schwerpunkt lag aber weiterhin auf Inlandsflügen innerhalb von Laos.

## Flotte
Air Lao betrieb eine kleine Flotte, die aber dennoch aus etlichen verschiedenen Typen bestand.

### Flotte bei Betriebseinstellung
Zur Betriebseinstellung 1961 bestand die Flotte aus
- 2 Douglas DC-3

### Zuvor eingesetzte Flugzeuge
Im Laufe ihres Bestehens setzte Air Laos auch folgende Flugzeugtypen ein:
- Boeing 307
- Bristol 170
- Curtiss C-46 Commando
- de Havilland Canada DHC-2 Beaver
- Sud-Ouest S.O.30P Bretagne

## Zwischenfälle
Von 1954 bis zur Betriebseinstellung 1961 kam es bei Air Laos zu 5 Totalschäden von Flugzeugen. Bei einem davon kamen 28 Menschen ums Leben. Vollständige Liste:
- Am 30. April 1954 verunglückte eine Sud-Ouest S.O.30P Bretagne der Air Laos (Luftfahrzeugkennzeichen F-OAMA) beim Start vom Flughafen Saigon/Tan-Son-Nhat (Vietnam), nachdem ein Triebwerksbrand ausgebrochen war. Alle vier Besatzungsmitglieder, die einzigen Insassen auf dem Frachtflug, überlebten den Unfall. Das Flugzeug wurde zerstört.[6]

- Am 4. Dezember 1954 stürzte eine Douglas DC-3/C-47A-70-DL der französischen Aigle Azur (F-BEIA) 30 Kilometer nördlich des Startflughafens Luang Prabang, Laos, ab. Die Maschine war im Auftrag der Air Laos unterwegs, um deren ersten Linienflug auf der Strecke Vientiane – Luang Prabang – Namtha – Muong-Sing durchzuführen. Alle 29 Insassen, 3 Besatzungsmitglieder und 26 Passagiere kamen ums Leben.[7][8]

- Am 14. März 1955 verunglückte eine Douglas DC-3/C-47A-35-DL der Air Laos (F-BFGN) nach dem Start vom Flughafen Phonesavanh (Laos). Alle Insassen überlebten den Unfall. Das Flugzeug wurde irreparabel beschädigt.[9]

- Am 14. Juni 1956 verunglückte eine Bristol 170 Mk.31E der Air Laos (F-OAOU) bei einem missglückten Durchstartversuch am Flughafen Vientiane-Wattay (Laos), nachdem ein Triebwerk ausgefallen war und die Maschine mit Bäumen kollidierte. Eigentümerin des Flugzeugs war die Aigle Azur Extrême Orient.[10] Über Personenschäden ist nichts bekannt.[11][12][13]

- Am 15. Dezember 1960 wurde eine Douglas DC-3/C-47D der Air Laos (XW-PAD) auf dem Flughafen Vientiane-Wattay (Laos) durch Granatenfeuer irreparabel beschädigt. Über Personenschäden ist nichts bekannt.[14]